# 明發集團
明發集團（國際）有限公司（港交所：00846）是一家中國的房地產開發公司，主要業務是發展住宅及商業物業，項目主要分佈於福建及江蘇。
明發集團於2009年於香港進行公開招股，招股價介乎3.03至3.79港元，最多集資34.11億元，並計劃於11月3日上市。公司引入福建華僑林文鏡旗下公司融僑實業發展為企業投資者。由於招股反應欠佳，明發集團決定重新招股，把招股價下調二至三成，至2至2.89港元。公司最終在11月13日在香港掛牌。

## 外部連結
- 明發集團公司官方網站
- 明發集團第一次招股章程 （页面存档备份，存于）
- 明發集團第二次招股章程 （页面存档备份，存于）